# Balada din Hevsursk
Balada din Hevsursk (în georgiană ხევსურული ბალადა, în rusă Хевсурская баллада, transliterat: Hevsurskaia ballada) este un lungmetraj filmat în 1966 de studioul Georgia-Film.

## Rezumat
Acțiunea filmului are loc în regiunea montană gerogiană Hevsureti. Întors în patria sa, artistul Imeda Zviadauri se îndrăgostește de frumoasa Mzekala, dar localnicul hevsur Torgvai, care o iubește, îl provoacă la duel. Imeda îl ucide pe Torgvai și invocă răzbunare asupra rudelor victimei.

## Distribuție
- Zurab Kapianidze — Apareka
- Sofiko Ciaureli — Mzekala
- David Abașidze — Aluda
- Levan Pilpani — Torgvai
- Tenghiz Arcivadze — Imeda Zviadauri
- Kote Daușvili — Mghelika

## Lansare
A fost lansat în anul 1966 și a avut parte de succes comercial, fiind vizionat de 17,0 milioane de spectatori în cinematografele din Uniunea Sovietică.

## Galerie

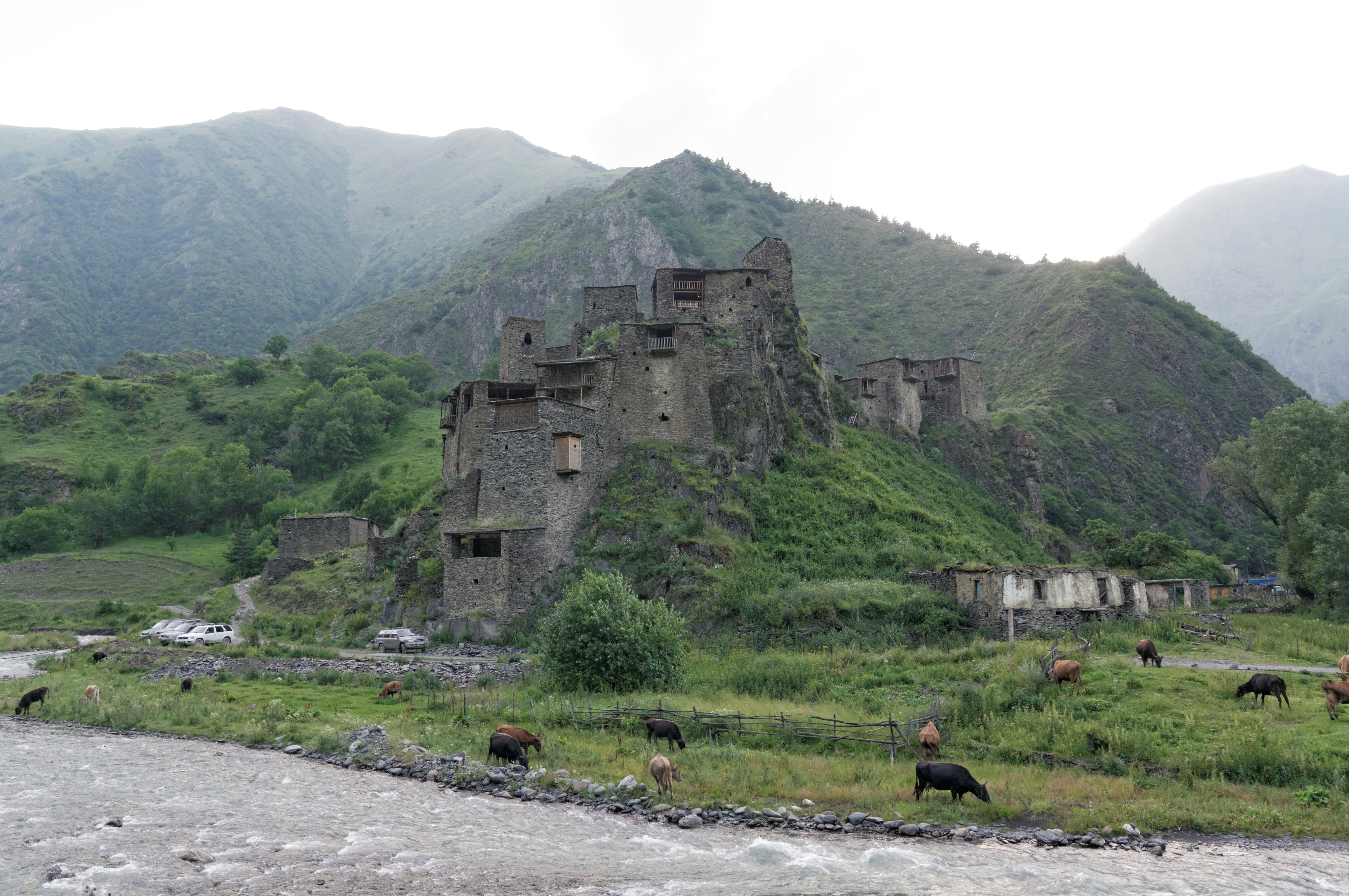
Cetatea din satul Shatili
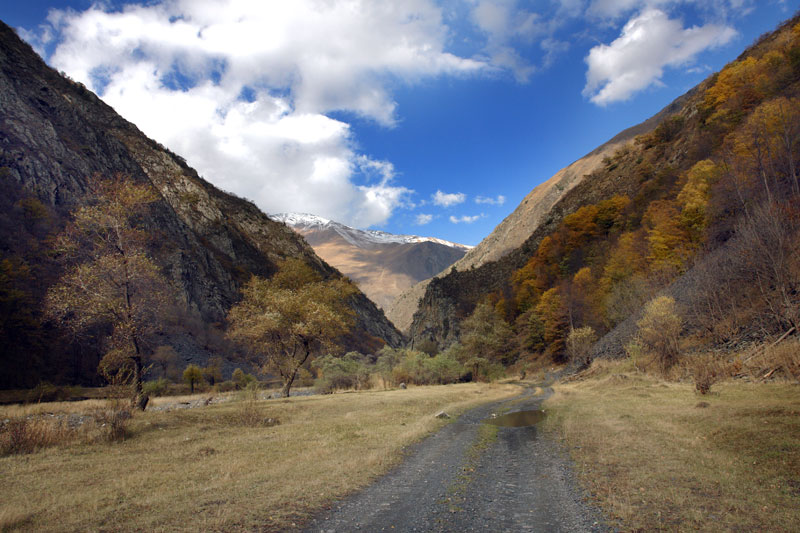
Drumul spre Hevsureti
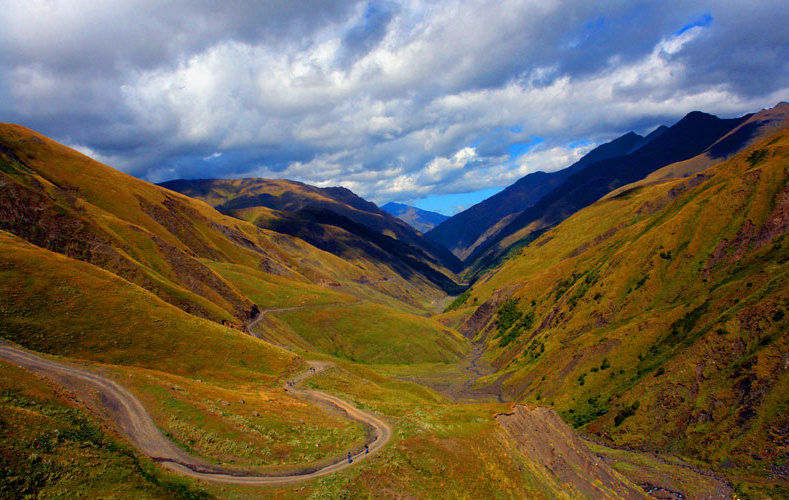
Panoramă a regiunii Hevsureti
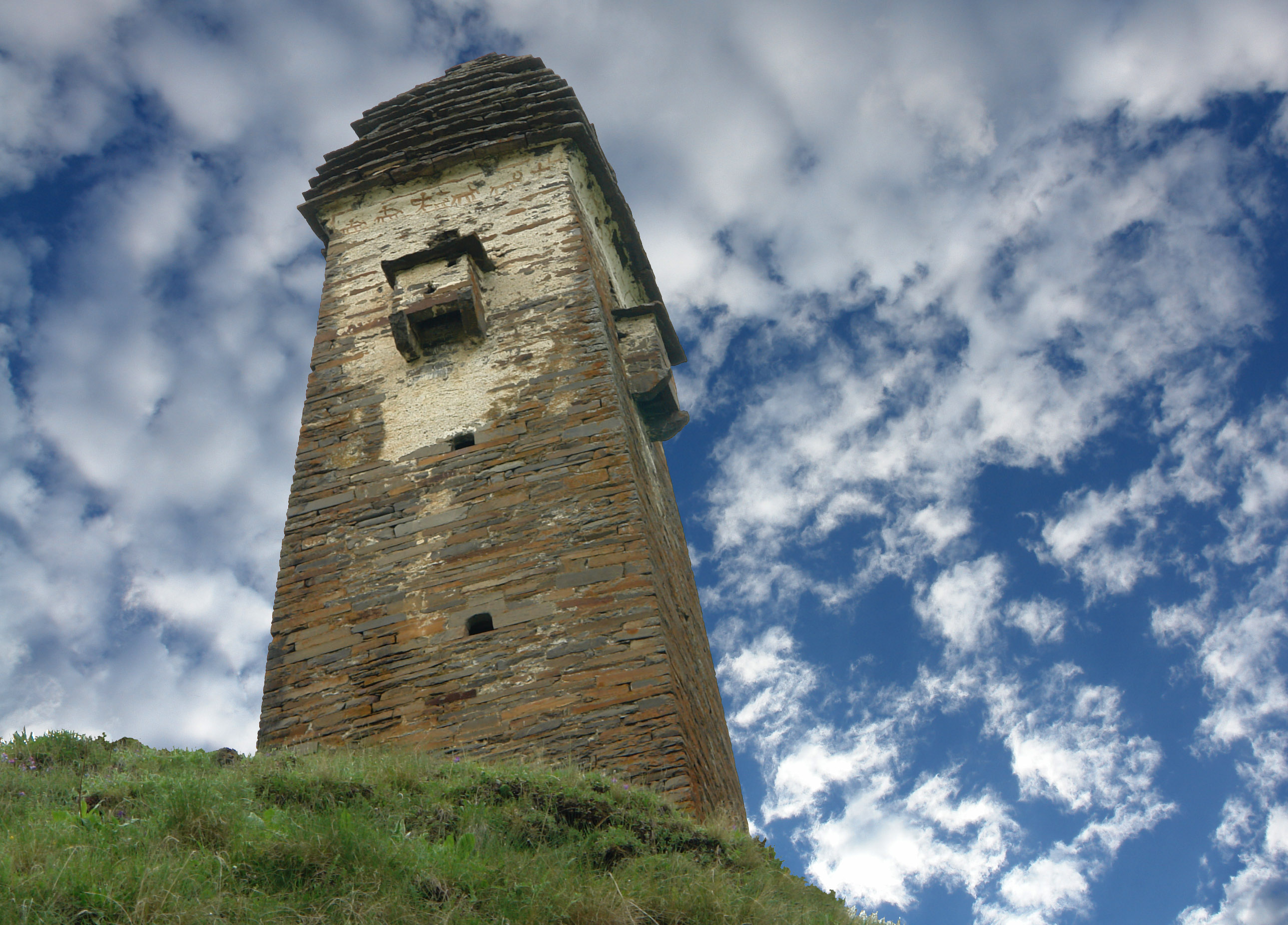
Lebais Kari